# Ki Tissa

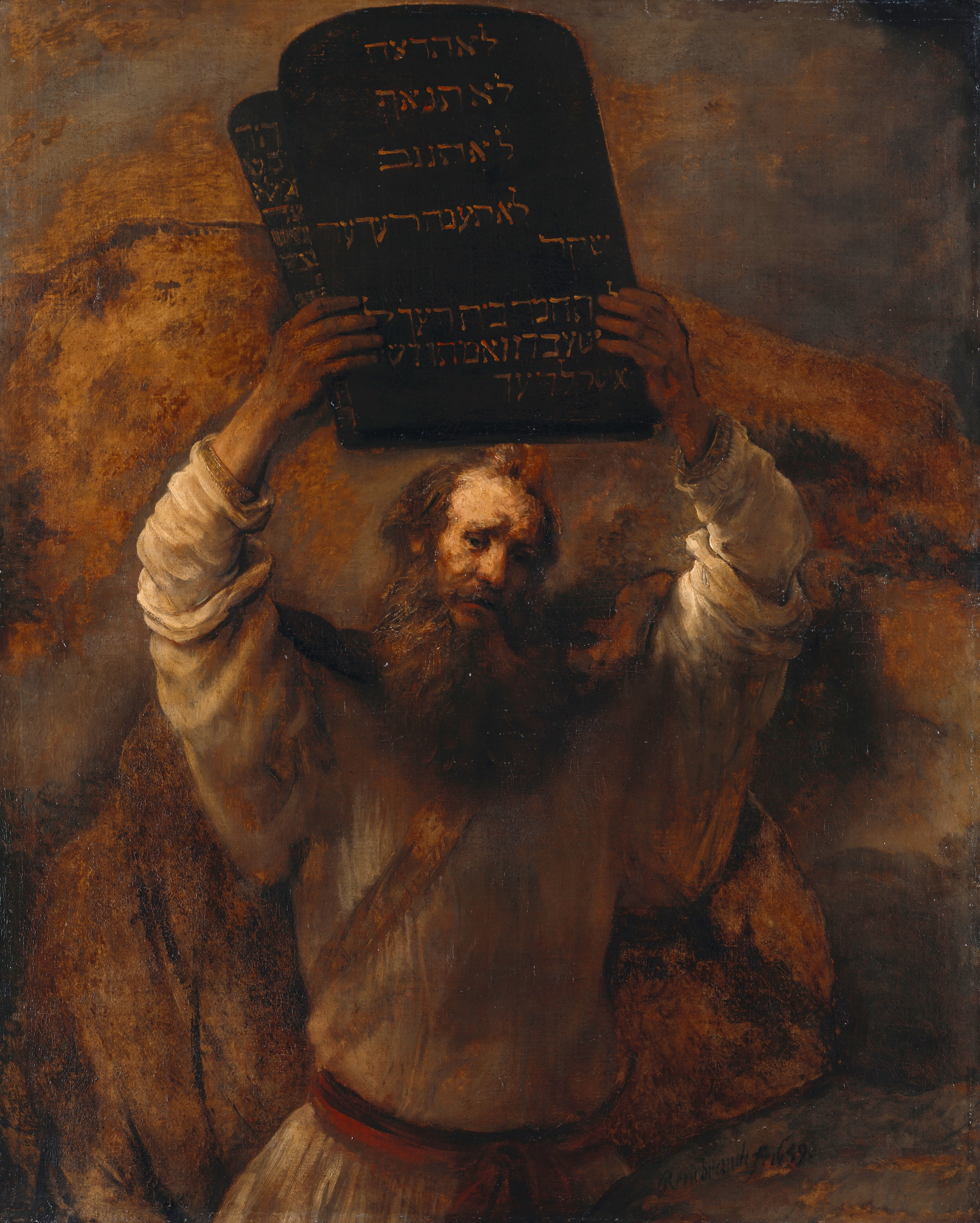
Moses mit den steinernen Bundestafeln (Rembrandt, 1659)

Ki Tissa (Biblisches Hebräisch כִּי תִשָּׂא ‚Wenn du erhebst‘ – die Zählung der Israeliten durchführst) bezeichnet einen Leseabschnitt (Parascha oder Sidra genannt) der Tora und umfasst den Text Exodus/Schemot 30,11–34,35 (30,11–33 , 31 , 32 , 33 , 34 ).
Es handelt sich um die Sidra des 3. oder 4. Schabbats im Monat Adar oder Adar rischon.

## Wesentlicher Inhalt
- Entrichtung eines halben Schekels als Lösegeld eines jeden Israeliten
- Aufstellung eines kupfernen Beckens im Stiftszelt
- Zusammensetzung von heiligem Salböl und Räucherwerk
- Beauftragung der Bauleute Bezalel und Oholiab
- Auftrag zur Sabbat-Beobachtung
- Das Volk bedrängt Aaron, ein goldenes Kalb anzufertigen
- Pläne Gottes, Israel zu vertilgen
- Moses bittet um Verzeihung und zerschmettert bei seiner Rückkehr wütend die steinernen Bundestafeln (nach jüdischer Tradition am 17. Tammus)
- Tötung von 3000 Götzenanbetern durch den Stamm Levi
- Gebet des Moses um völlige Verzeihung der Sünde des Volkes
- Bitte des Moses, Gott möge ihn seine Herrlichkeit schauen lassen
- Moses besteigt mit neuen steinernen Tafeln den Berg Sinai
- Verkündung der dreizehn göttlichen Eigenschaften (Middot)
- Behandlung der kanaanitischen Völker
- Verbot von Götzenbildern
- Bestimmungen über die drei Wallfahrtsfeste
- Heiligung und Auslösung der Erstgeburt
- Moses Strahlenantlitz

## Haftara
Die zugehörige Haftara ist nach aschkenasischem Ritus 1 Kön 18,1–39 , nach sephardischem Ritus 1 Kön 18,20–39 .